# Miklóstelki erődtemplom
A miklóstelki erődtemplom műemlékké nyilvánított épület Romániában, Maros megyében. A romániai műemlékek jegyzékében az MS-II-a-A-15631 sorszámon szerepel.

## Leírása

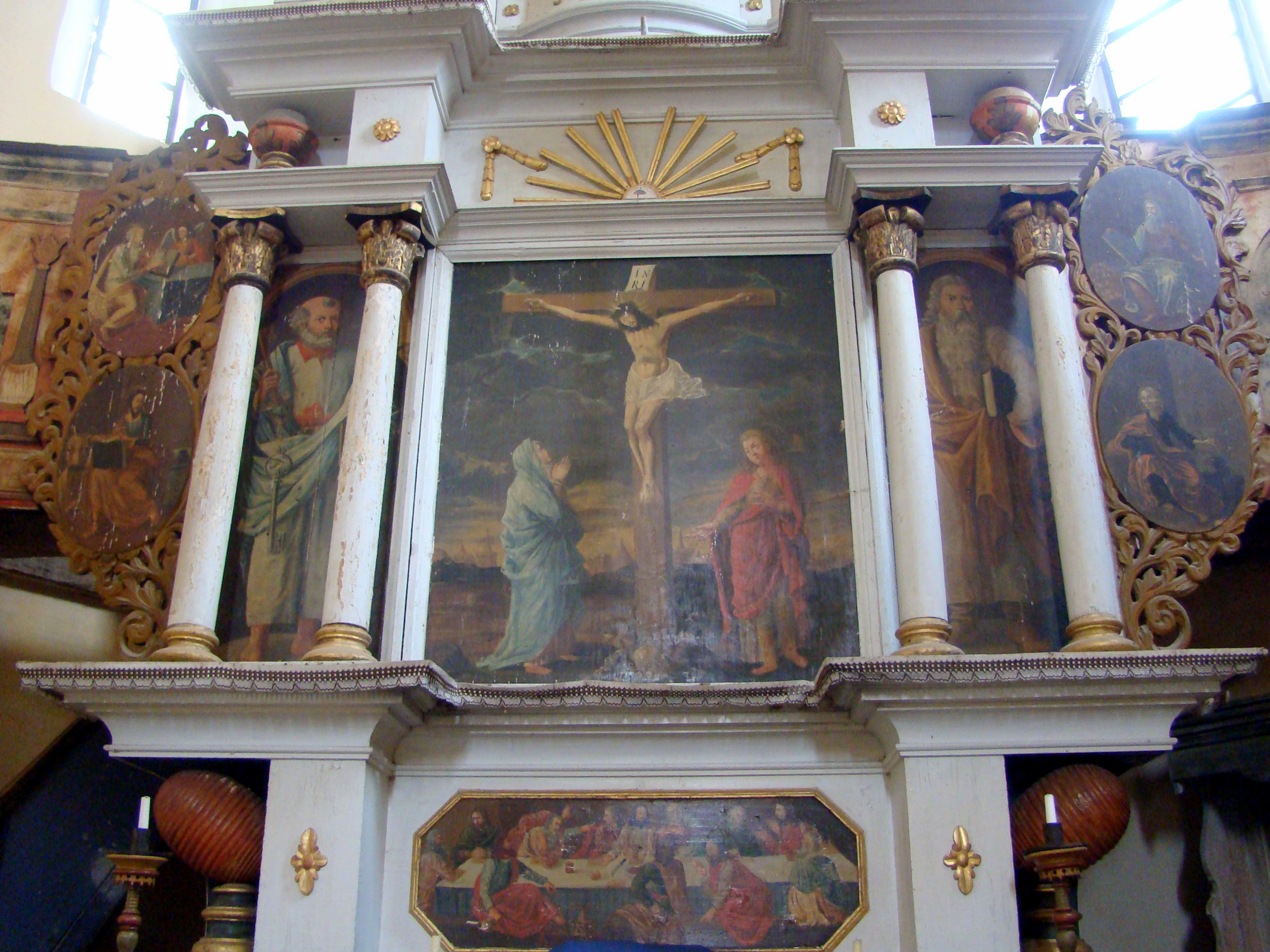
Az oltár 1716-ból